# Rhopocichla atriceps
Rhopocichla atriceps е вид птица от семейство Timaliidae, единствен представител на род Rhopocichla.

## Разпространение
Видът е разпространен в Индия и Шри Ланка.